# Stephen Flaherty
Stephen Flaherty (* 18. September 1960 in Pittsburgh) ist ein US-amerikanischer Musical-Komponist.

## Leben
Stephen Flaherty begann bereits mit 12 Jahren, eigene Musicals zu komponieren. Er studierte Musical-Komposition und Klavier in Cincinnati. 1982 lernte er Lynn Ahrens in einem BMI-Workshop kennen und begann 1983, mit ihr zusammenzuarbeiten.
Er arbeitet häufig mit Lynn Ahrens zusammen. Gemeinsam sind sie durch das Stück Once on This Island bekannt geworden, das für acht Tony Awards nominiert wurde, und durch Ragtime, welches für 13 Tony Awards in zwölf Kategorien nominiert wurde und u. a. den Best Original Score gewann. Sie arbeiteten auch zusammen an den Liedern zu dem Film Anastasia.

## Musicals
- Lucky Stiff (1988), deutsche Fassung von Wolfgang Adenberg: Lucky Stiff – Tot aber glücklich
- Once on This Island (1990)
- My Favorite Year (1992)
- Ragtime (1998)
- Seussical the Musical (2000)
- A Man of No Importance (2002)
- Dessa Rose (2005)
- The Glorious Ones (2007), deutsche Fassung von Roman Hinze: Die Glorreichen
- Rocky (2012)
- Anastasia (2016)